# Abdullah Al-Deayea
Abdullah Jamal Al-Deayea (Ha'il, 1 de dezembro de 1961) é um ex-futebolista saudita que atuava como goleiro.
Ele é irmão mais velho do também ex-goleiro Mohamed Al-Deayea, um dos maiores jogadores sauditas de todos os tempos, que defendeu a seleção nacional em 178 partidas. Abdullah convenceu seu irmão a jogar futebol, já que antes ele praticava handebol.

## Títulos
Seleção Saudita
- Copa da Ásia (2): 1984 e 1988